# 盧甘斯克車站
盧甘斯克（烏克蘭語：Луганськ）是位於烏克蘭盧甘斯克的主要鐵路車站。啟用於1878年，現今的主體車站建築建於1980年，在距舊火車站約600米處。
受到頓巴斯戰爭的影響，目前該站所有長途列車皆停止運營；僅有2列由盧甘斯克人民共和國運營的列車繼續行駛。